# Inteligência artificial generativa
Inteligência artificial generativa ou IA generativa é um ramo da inteligência artificial focado na criação de conteúdo novo, baseado em padrões identificados nos conjuntos de dados de treinamento. É possível criar conteúdo como texto, imagens, áudio, vídeo, código de software, podendo ser gerados a partir de pedidos (ou prompts) em linguagem natural, ou até através de imagens para imagens, e de vídeos para vídeos. Essa forma de visualizar esses modelos é uma categorização baseado em formato de entrada e saída, de texto para texto (text-to-text), texto para imagem (text-to-image), entre vários outros.
Sistemas de IA generativa incluem Stable Diffusion e DALL-E, modelos de imagens de inteligência artificial, assim como modelos de texto como o ChatGPT, um chatbot construído pela OpenAI usando os modelos de linguagem de grande escala GPT-3 e GPT-4, Bard, um chatbot construído pelo Google usando o modelo LaMDA, e o Microsoft Copilot , chatbot construído pela Microsoft que é uma extensão do modelo de linguagem GPT-4 da OpenAI e que foi pensada para uso vinculado aos serviços da Microsoft e sistema operacional Windows.
IA generativa tem aplicações potenciais numa ampla gama de setores, incluindo desenvolvimento de software, marketing e moda. O investimento em IA generativa aumentou durante o início da década de 2020, com grandes empresas como Microsoft, Google e Baidu, bem como várias outras empresas menores a desenvolver modelos de IA generativa. E a Nvidia foi uma das empresas que mais cresceram nesse meio tempo, uma vez que começou a utilizar suas GPUs para o treinamento de grandes modelos de linguagem cada vez mais poderosos.

## Modalidades
Um sistema de IA generativo é construído aplicando aprendizado de máquina não supervisionado ou autossupervisionado a um conjunto de dados. As capacidades e aplicações de um sistema de IA generativo variam conforme a modalidade, ou seja, o tipo de dados e a tarefa específica para a qual foi treinado. A seguir, são descritas algumas das principais modalidades da IA generativa:
- Texto: sistemas de IA generativos treinados em palavras ou tokens de palavras incluem GPT-3, LaMDA, LLaMA, BLOOM, GPT-4 e outros (veja lista de modelos de linguagem grandes). Eles são capazes de processamento de linguagem natural, tradução automática e geração de linguagem natural e podem ser usados como modelos básicos para outras tarefas.[13] Conjuntos de dados incluem BookCorpus, Wikipedia e outros. Modelos de textos são versáteis e têm demonstrado a capacidade de resolver diversas tarefas: de criar textos coerentes de diversas formatações, resumir textos longos extraindo informações-chave, são capazes de traduzir textos entre diversos idiomas com alta precisão, cada vez demonstrando ser mais úteis para a automação de tarefas do cotidiano, sendo poderosas e adaptáveis a uma ampla gama de aplicações práticas e criativas.
- Código: além do texto em linguagem natural, grandes modelos de linguagem podem ser treinados em texto de linguagem de programação, permitindo que gerem código-fonte para novos programas de computador.[14] Um exemplo notável é a geração automatizada de código, onde modelos como o OpenAI Codex são capazes de criar código-fonte a partir de comandos de linguagem natural. Isso acelera o processo de desenvolvimento e reduz a ocorrência de erros humanos. Além disso, a IA generativa pode ser usada para depurar e revisar códigos, identificar e corrigir bugs e sugerir melhorias e simplificações que podem não ser óbvias para os desenvolvedores. Esse recurso de análise aprofundada ajuda a manter a qualidade do software.  Outra aplicação relacionada é a criação de testes automatizados, onde a inteligência artificial pode gerar automaticamente casos de teste para garantir que o código seja robusto e menos sujeito a falhas quando implementado em produção. Essa automação é fundamental para manter a confiabilidade e a funcionalidade do software em diferentes cenários.  Por fim, ferramentas como o GitHub Copilot atuam como assistentes de programação, fornecendo sugestões contextuais à medida que os desenvolvedores escrevem o código. Isso não apenas acelera a solução de problemas, mas também mantém o fluxo de trabalho, permitindo que os desenvolvedores sejam mais produtivos e criativos.Uma imagem falsa criada pelo Midjourney do Papa Francisco vestindo uma jaqueta inflável, que se tornou viral em 2023[15]

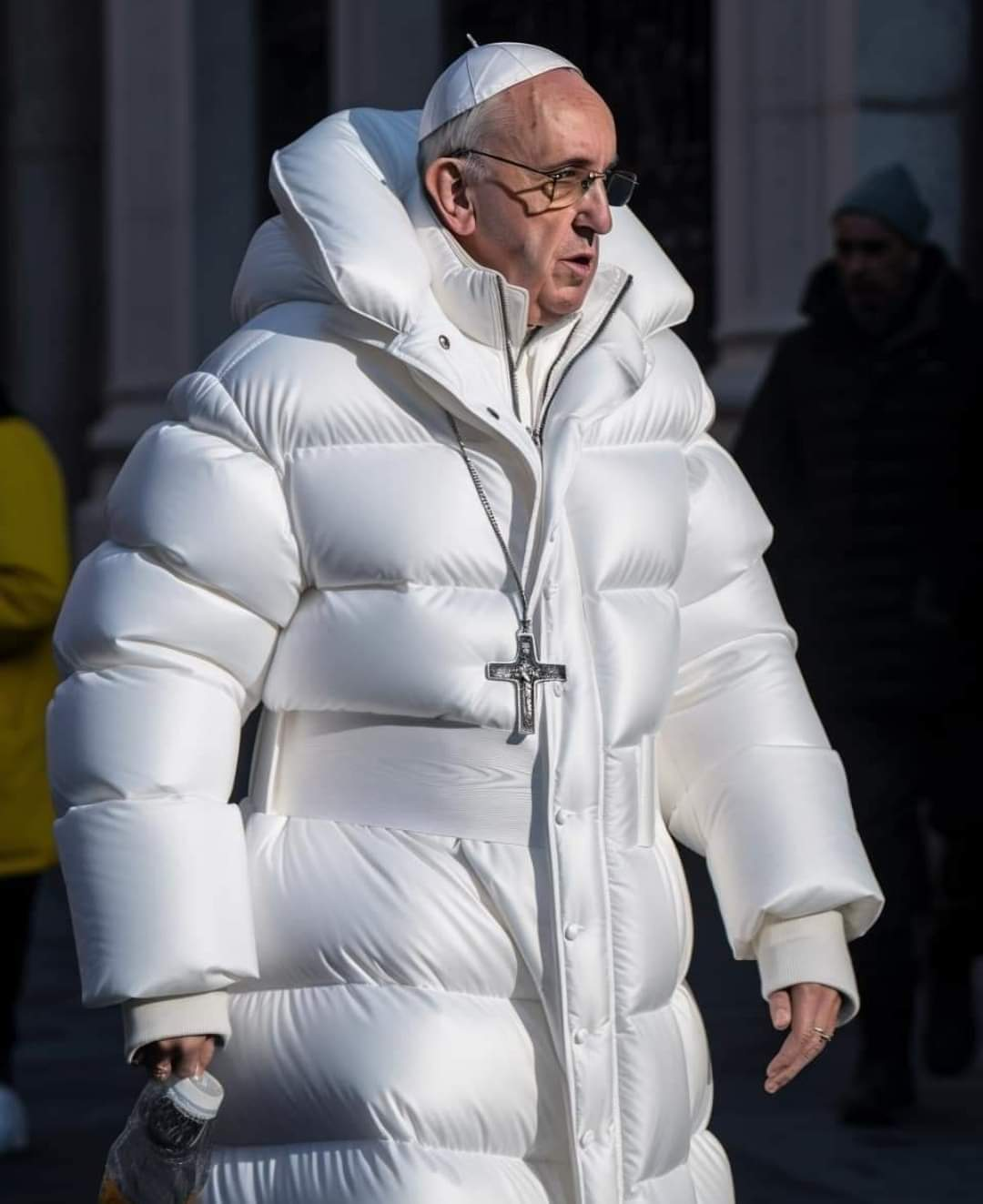
Uma imagem falsa criada pelo Midjourney do Papa Francisco vestindo uma jaqueta inflável, que se tornou viral em 2023

- Imagens: Sistemas generativos de IA treinados em conjuntos de imagens com legendas de texto incluem Imagen, DALL-E, Midjourney, Stable Diffusion e outros. São comumente usados para geração de texto para imagem e transferência de estilo neural.[16] Os conjuntos de dados incluem LAION-5B e outros. De forma geral, existe uma infinidade de aplicações para essa modalidade, em diversos campos, por exemplo para meios de entretenimento, seja animações ou filmes, facilitar a visualização dos roteiristas de um ambiente, de uma pessoa ou de um objeto. Ou até no meio do marketing de criar uma campanha mais customizada ou para visualização do produto. De forma análoga podemos pensar em situação para Arquitetura, Esporte ou Ciências.
- Vídeo: De forma similar ao caso de geração de imagens também temos para a modalidade de vídeo, no qual a partir de um prompt, é possível gerar um vídeo, que apresenta uma coerência temporal, com bastantes detalhes e bem realista. Um dos mais famosos da área é o Sora da OpenAI, com potencial de revolucionar diversas áreas.[17][18]Vídeo gerado pelo Sora com o prompt Borneo wildlife on the Kinabatangan River
- Áudio: Sistemas de IA generativos treinados em dados de áudio podem gerar uma ampla variedade de sons, desde música e efeitos sonoros até vozes humanas realistas. Essa capacidade tem sido explorada para diversas aplicações, como composição musical, dublagem e produção de podcasts. Cada vez mais fácil de ser possível encontrar online plataformas que oferecem a criação de músicas geradas por IA.
- Jogos: Sistemas de IA generativos também são capazes de abranger várias áreas do desenvolvimento de jogos como na criação de personagens e do diálogo entre eles, também na geração procedural de conteúdo, na criação de narrativas interativas além de outras áreas de desenvolvimento.  Inclusive já temos cada vez mais o uso da IA na indústria de desenvolvimento de games e exemplos como no Man's Sky na qual foi usado geração procedural para criação de ambientes dentro do jogo e da Ubisoft grande empresa no setor de desenvolvimento de jogos que tem usado ferramentas de IA baseado em modelo de linguagem grande (Ghostwriter[19]) para escrita de diálogo básicos dos NPCs em seus jogos são cada vez mais comuns.
- Moléculas: Os sistemas generativos de IA podem ser treinados em sequências de aminoácidos ou representações moleculares, como SMILES representando DNA ou proteínas. Esses sistemas, como o AlphaFold, são usados para previsão da estrutura de proteínas e descoberta de medicamentos.[20] Conjuntos de dados incluem vários conjuntos de dados biológicos.
- Multimodal: um sistema de IA generativo pode ser construído a partir de vários modelos generativos ou um modelo treinado em vários tipos de dados. Por exemplo, uma versão do GPT-4 da OpenAI aceita entradas de texto e imagem.[21]

## Preocupações
A Inteligência Artificial Generativa tem demonstrado um potencial transformador em diversos setores da sociedade, impulsionando avanços significativos em áreas que giram em torno da tecnologia. No entanto, o rápido desenvolvimento dessa tecnologia também tem levantado preocupações sobre seus possíveis impactos negativos. Como os descritos a seguir:

### Geração de conteúdo falso
A IA pode ser usada para criação de conteúdo como textos, imagens, áudio e outros tipos de mídias fictícias que podem ser usadas de maneira a divulgar conteúdo falso na rede se usada de forma tendenciosa, ou seja gerando preocupações com a divulgação de fake news como em casos de divulgação de conteúdo fictício para impacto eleitoral cada vez mais comuns por exemplo que tornam cada vez mais difíceis distinguir o que é verdadeiro do que é gerado por IA.
A capacidade de criar deepfakes levanta preocupações significativas sobre a integridade da informação e a confiança nas instituições. A disseminação de deepfakes com fins políticos, como a criação de vídeos falsos de políticos fazendo declarações controversas, pode minar a confiança na democracia e polarizar a sociedade. Além disso, os deepfakes podem ser utilizados para fins de chantagem, extorsão e difamação, causando danos irreparáveis à reputação de indivíduos e organizações.

### Impacto em diferentes setores de trabalho
O uso da IA pode vir a substituir alguns profissionais dos setores criativos e de geração de conteúdo como redatores, designers, artistas, dubladores e entre outros. Tornando o trabalho de milhares de pessoas obsoleto e podendo gerar uma desigualdade social visto que muitos trabalhadores podem perder oportunidades no mercado se empresas adotarem o uso da IA na geração de conteúdo. Já temos inclusive impacto recente quando atores e roteiristas de Hollywood  entraram em greve por alguns motivos e entre eles por conta do uso de suas imagens e voz sem a devida proteção e consentimento pela Inteligência Artificial.

### Busca por regulamentação
A regulamentação da inteligência artificial tem sido constantemente debatida, principalmente ao que se trata sobre a substituição do trabalho humano por IA e as fontes que são utilizadas para treinar as máquinas.
Em maio de 2023 o Sindicato de Roteiristas da America (WGA, em inglês) entrou em greve em busca de maiores salários e regulamentação da utilização treinamento de IA. A preocupação é para que trabalhos literários não pudessem ser produzidos por IA generativa, e que os textos escritos por roteiristas não pudessem ser utilizados para treinar IA generativa.
Em setembro desse mesmo ano a greve teve fim com os seguintes tópicos aprovação dos itens a seguir:
- Estúdios e produtoras deverão informar sempre ao repassar qualquer material produzido por IA
- IA não poderá receber créditos de escritor
- IA não poderá escrever ou reescrever “material literário”
- Escritores podem utilizar IA em seu trabalho caso a produtora consinta; porém eles não podem ser obrigados por seus superiores a utilizar essas ferramentas[27]

Em julho de 2024, novamente em Hollywood, O sindicato SAG-AFTRA (The Screen Actors Guild-American Federation of Television and Radio Artists) convocou um acordo de greve com IA sendo seu principal ponto de discussão. Dessa vez a greve foi aderida por dubladores e artistas de captura de movimento para videojogos, com preocupação pela segurança dos seus empregos.
Há uma crescente preocupação, principalmente no meio artístico, de como a IA generativa pode ser utilizada para substituir a mão de obra humana, e como os trabalhos anteriores realizados pelos profissionais não estão protegidos quando se trata de treinamento de máquinas, e por isso entende-se que há uma necessidade de regulamentar como a IA generativa pode ser utilizada no meio artístico.

### Dados de treinamento
A origem dos dados utilizados para treinar modelos de IA muitas vezes é complexa e envolve a coleta de informações de diversas fontes, incluindo dados pessoais. As questões de propriedade intelectual e direitos autorais sobre esses dados são complexas e ainda não estão completamente resolvidas.